# Скаковая улица
Скакова́я у́лица — улица, расположенная в Северном административном округе города Москвы на территории района Беговой.

## История
Улица получила своё название в конце XIX века по располагавшимся здесь конюшням Скакового общества.

## Расположение
Скаковая улица проходит от Скаковой аллеи на юго-восток почти параллельно Ленинградскому проспекту до Нижней улицы, с северо-востока к ней примыкает Верхняя улица. Нумерация домов начинается от Скаковой аллеи.

## Примечательные здания и сооружения
По нечётной стороне:
- № 3 — конюшни Л. А. Манташева (архитекторы — А. Г. Измиров, братья Веснины, 1912 год); в 1920-е годы — гараж Москоммунхоза, ныне переданы для размещения Государственного академического театра классического балета под руководством Н. Касаткиной и В. Василёва;
- № 11 — корпуса кондитерской фабрики «Большевик».
- № 17с2 — Бизнес-центр RGR Plaza. Первоначально — административное здание Минжилгражданстроя РСФСР (1970-е, архитекторы Т. Базилевич и Б. Зайончковский)[4].

По чётной стороне:
- № 16, стр. 1 — дом Скакового общества (архитектор И. В. Жолтовский, 1903 год);
- № 18 — жилой дом. Здесь в последние годы жил спортсмен Михаил Якушин[5];
- № 20 — Кадетская школа № 1784 (бывшая школа № 146). Построена из крупных блоков по типовому проекту Т-2[6].
- № 22 — пожарная часть № 27 (бывшие конюшни; над оконными проемами — кирпичная кладка в виде лошадиной подковы, выделенная также цветом). Снесены в ноябре 2020 года[7][8].

### Наземный транспорт
По Скаковой улице маршруты наземного общественного транспорта не проходят. На Ленинградском проспекте расположены остановки «Отель „Советский“ — Театр „Ромэн“» (у северо-западного конца улицы) и «Белорусский вокзал» (у юго-восточного конца улицы), на обеих останавливаются маршруты автобусов е30, е30к, м1, н1, н12, 27, 84, 101, 356, 905, т20, т70.

### Метро
- Станции метро «Белорусская» Замоскворецкой линии и «Белорусская» Кольцевой линии (соединены переходом) — юго-восточнее улицы, на площади Тверская Застава.
- Станции метро «Динамо» Замоскворецкой линии и «Петровский парк» Большой кольцевой линии (соединены переходом) — северо-западнее улицы, на Ленинградском проспекте.

### Железнодорожный транспорт
- Белорусский вокзал (пассажирский терминал станции Москва-Пассажирская-Смоленская Смоленского направления Московской железной дороги) — юго-восточнее улицы, на площади Тверская Застава.